# Єлизавета Французька
Єлизавета Французька (фр. Élisabeth de France), повне ім'я Єлизавета Філіпа Марі Елен (фр. Élisabeth Philippe Marie Hélène, (3 травня 1764 , Версаль  — 10 травня 1794 , Париж )) — французька принцеса, 8-а і остання дитина дофіна Франції Людовіка Фердинанда і Марії Жозефи Саксонської; молодша сестра останніх королів Франції Людовика XVI, Людовика XVIII та Карла X. При дворі була відома як Мадам Єлизавета. Ув'язнена в Тампль одночасно з братом Людовиком XVI (1792), якому залишалася вірною опорою, в період терору засуджена Революційним трибуналом на смерть і страчена на гільйотині.

## Життєпис
Народилася 3 травня 1764 року у Версалі. Молодша дочка дофіна Франції Людовика та Марії Жозефи Саксонської. З боку батька — онука короля Франції Людовика XV та Марії Лещинської, з боку матері — короля Польщі Августа III та ерцгерцогині Марії-Жозефи, дочки імператора Священної Римської імперії Йозефа I.

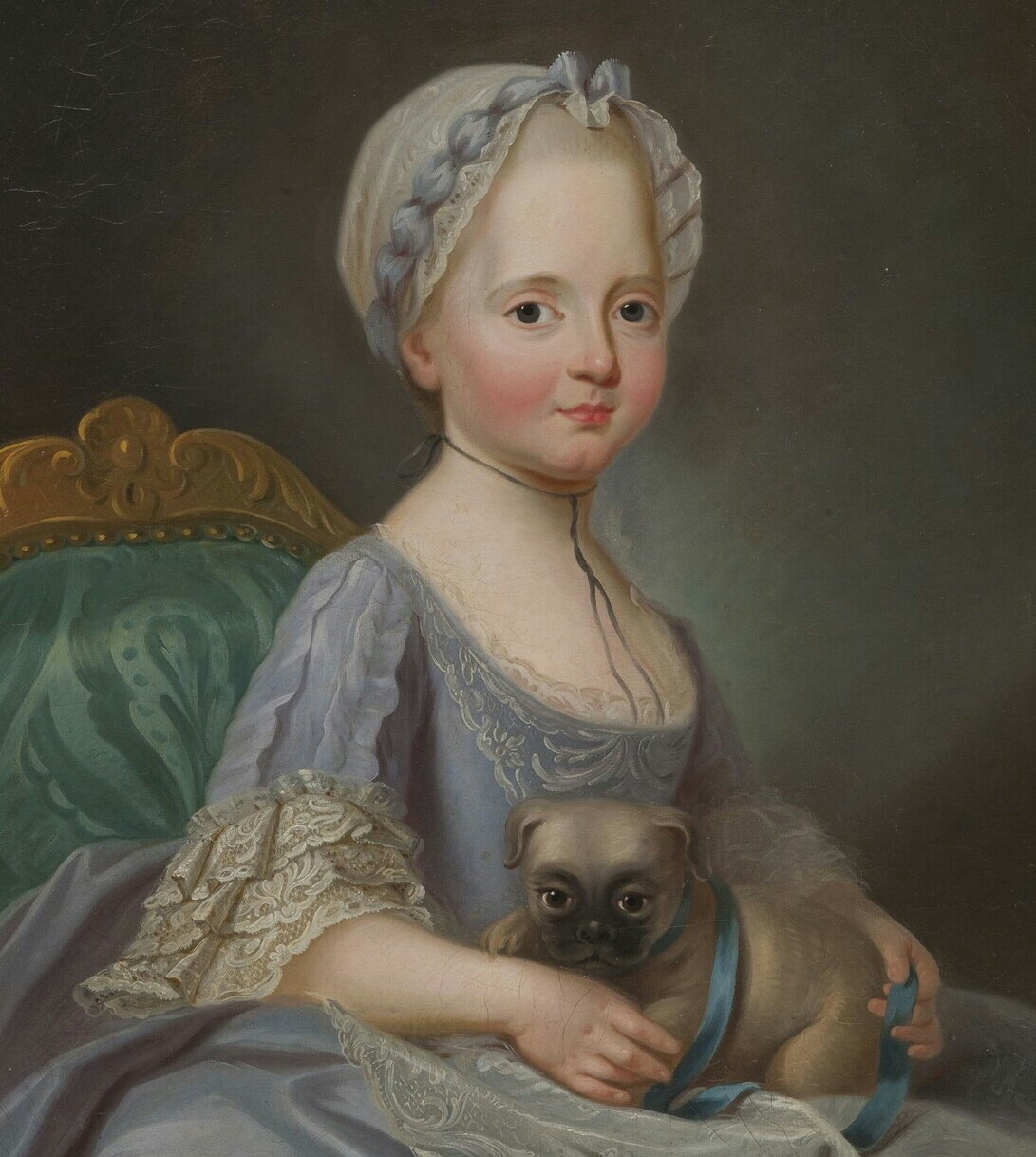
Єлизавета в дитинстві, художник Жозеф Дюкрьо (1768, Версальський музей)

У дитинстві принцеса любила їзду верхи, добре малювала. Деякі з її малюнків зберігаються в музеї Шато у Версалі. З дитинства була прив'язана до своїх братів і не хотіла залишати країну, вийшовши заміж за іноземного принца. 1777 року імператор Йосиф II запропонував їй вийти за нього заміж, але вона, за згодою брата, відмовилася. Тому вона так і не вийшла заміж, залишаючись у Франції до самої смерті.
1789 року почалася Французька революція. Принцеса Єлизавета відмовилася залишати країну, залишивши свого брата короля та його сім'ю в небезпеці. Після захоплення палацу Тюїльрі залишалася зі сім'єю брата, яку ув'язнили. У в'язниці листувалася з іншим своїм братом графом д'Артуа, який зумів виїхати за кордон. Вона писала про негайне введення іноземних військ у Францію для придушення революції та відновлення монархії.
У лютому 1791 року відмовилася виїхати зі своїми тітками мадам Марією-Аделаїдою та мадам Вікторією до Італії. Після страти брата 21 січня 1793 року, принцеса залишалася з королевою Марією-Антуанеттою. Після короткого судового засідання в жовтні 1793 року Марію-Антуанетту також засудили до смерті, і 16 жовтня її обезголовлено. Останній її лист, адресований мадам Єлизаветі, вона так і не прочитала. Від Єлизавети та Марії Терези, дочки Марії-Антуанетти, приховували страту королеви.
На думку Робесп'єра, мадам Єлизавета не була небезпечною новому уряду. Спочатку він хотів вислати її за кордон. 9 травня 1794 року вона постала перед судом. Її звинуватили в наданні допомоги під час втечі короля, у наданні допомоги вцілілим французьким військам. До суду також дійшли чутки, що вона підтримувала зв'язок зі своїм братом, графом д'Артуа, який намагався увести іноземні війська для придушення революції та відновлення монархії.
Суд засудив Єлизавету до смерті на гільйотині. Наступного дня 10 травня 1794 року її обезголовлено разом з іншими 23 чоловіками та жінками. Поховано на кладовищі Еррансі в спільній могилі. У період реставрації монархії Бурбонів за наказом короля Людовика XVIII мадам Єлизавету разом з іншими страченими, знайденими у спільній могилі, перепоховали в катакомбах Парижа. На той час останки розклалися до такого стану, що неможливо було ідентифікувати, кому вони належали.
У монархічних колах мадам Єлизавета була кумиром. Вона називала революцію та революціонерів втіленням зла на землі. Була побожною католичкою, багато грошей жертвувала на благодійність, була віддана сім'ї свого брата-короля.

## Образ у кіно
- «Наполеон» (німий, Франція, 1927) — актриса Жоржетта Сорель[fr]
- «Джефферсон у Парижі[fr]» (1995)